# Venezianische Staatsinquisition
Die venezianische Staatsinquisition war eine Gerichtsbarkeit der Republik Venedig, die für Staatsverbrechen wie Hochverrat, Spionage, Geheimnisverrat, Sabotage, Geldfälscherei oder Konspiration jeglicher Art zuständig war. Sie war demzufolge von der kirchlichen Inquisition, der Glaubensgerichtsbarkeit, getrennt.
Die Bezeichnung Inquisitore wurde zu unterschiedlichen Zeiten für Richter in ganz unterschiedlichen Bereichen gebraucht. Generell deutet es auf den auf Beweisen gegründeten, von staatswegen geführten Kriminalprozess hin – im Unterschied zum Zivilprozess, der die Klage eines Geschädigten voraussetzte und sich bis in die Neuzeit überwiegend auf Aussagen der Beteiligten stützte.

## Geschichte
Im 9. Jahrhundert wurden dem Dogen als obersten Gerichtsherren zwei iudices an die Seite gestellt. Das wohl nach fränkischem Vorbild Ende des 9. Jahrhunderts eingeführte, den Dogen beratende und wohl auch wählende plácito oder placitum konnte sich als Gerichtshof (curia) konstituieren. Eine relativ unabhängige Rechtspflege wurde zwischen 1207 und 1222 mit der Quarantia eingeführt. Dieses aus 40 Männern bestehende Gremium war ursprünglich ein Ausschuss des Großen Rates, der erstmals in einer Urkunde am 22. Dezember 1223 erwähnt wird. Daneben gab es seit dem 12. Jahrhundert im Dogado Gerichtshöfe, deren Richter jährlich vom Großen Rat aus den eigenen Reihen neu gewählt wurden. Die Quarantia wurde im 14. Jahrhundert in eine Quarantia Civil (Zivilgericht), deren Verhandlungen öffentlich waren, und eine Quarantia Criminal für die nicht-politischen Kriminalfälle geteilt.
Die Gerichtsbarkeit in Venedig war generell – und das traf auch auf die dort geführten kirchlichen und staatlichen Inquisitionsprozesse zu – im Vergleich mit dem sonst in Europa üblichen milde und erstaunlich modern: Es gab im Grundsatz eine Gleichheit aller vor dem Gesetz, den Vorrang des Urkundenbeweises vor der Zeugenaussage, ein Recht der Beschuldigten auf Verteidigung einschließlich der Bereitstellung von Gefängnisanwälten für Mittellose auf Staatskosten, es gab Revisonsinstanzen und seit 1584 für Verfahren der Staatsinquisition eine Art Kronzeugenregelung. Falsche Beschuldigungen wurden streng bestraft. So verurteilte der Rat der Zehn am 27. März 1610 einen Denunzianten zu lebenslangem Gefängnis, weil er fälschlich einen Juden des „unüblichen Umgangs“ mit seiner Frau und Tochter bezichtigt hatte.

### Inquisitoren
Für die politischen Fälle wurde nach Niederschlagung der Revolte des Baiamonte Tiepolo am 10. Juli 1310 erstmals ein Gremium von zehn Männern eingesetzt, aus dem später der sogenannte Rat der Zehn wurde und der erheblich mehr Mitglieder hatte. Der Rat der Zehn setzte am 3. Januar 1313 spezielle Untersuchungsbeamte (Inquisitori del Consiglio de Dieci) ein, um gegen Staatsfeinde vorzugehen. Ihre Gewalt war zunächst sehr begrenzt. 1335 wurden sie zu einer ständigen Einrichtung. Bis 1539 wurde aus den zunächst nur fallweise eingesetzten Inquisitori die Magistratur der drei Staatsinquisitoren, die aus zwei Mitgliedern des Rates der Zehn und einem Dogenberater bestand. Auf Beschluss des Rates der Zehn vom 20. September 1539 wurden die Inquisitoren erstmals am 25. Oktober 1539 für die Dauer von einem Jahr gewählt. Sie waren ohne Amtspause wiederwählbar. Da die Arbeit der Staatsinquisition, wie man meinte, niemals ruhen dürfe, wurde seit dem 23. März 1601 zusätzlich zu den drei Inquisitoren ein Ersatzmann (Inquisitore di rispetto) gewählt. Die Bereiche, über die sie Aufsicht führen sollten, wurden immer weiter ausgedehnt, wobei sie immer ausführendes Organ des Rates der Zehn blieben und an seine Weisungen gebunden waren.
Ursprünglich bereiteten die Inquisitoren als Untersuchungsorgan nur Entscheidungen des Rates der Zehn vor. Erst 1432 wurde ihnen das Recht gegeben, selbst Strafen, und zwar Verbannung oder Gefängnis, gegen ihre eigenen Standesgenossen zu verhängen. Seit 1587 konnten sie an Stelle der Verbannung Körperstrafen verhängen, ab 1605 die Todesstrafe. Am 15. März 1591 erhielten die Staatsinquisitoren im Dachgeschoss des Dogenpalastes für die Staatsgefangenen die sogenannten Bleikammern (Carceri sotto i piombi) zugewiesen.
1539 wurde dieser Magistrat in Inquisitori contra i propalatori de secreti, am 2. September 1592 in Inquisitori di stato, schließlich 1669 in Tribunale supremo umbenannt. Seine Zuständigkeit wurde auf die Entdeckung und Bestrafung aller Verräter – also nicht nur jener unter den venezianischen Nobili – und auf andere Bereiche wie Moral und Luxus, Aufsicht über die Klöster, ausgedehnt. Ihre eigenen Standesgenossen zu überwachen blieb aber immer Hauptaufgabe der venezianischen Staatsinquisition, denn schließlich hatten alle venezianischen Nobili – anders als das gemeine Volk – weitgehende Einblicke in die Staatsgeschäfte und in den ihnen stets befristet übertragenen Ämtern größtenteils Handlungsfreiheit. „Der Staat wußte, daß er durch die Wachsamkeit und Entschlossenheit der Staatsinquisitoren, nicht selten Gefahren entgangen sei, woraus ihn ganze Kriegsheere nicht hätten befreien können; und jeder einzelne Bürger betrachtete sie als eine Schutzwehr gegen die Unterdrückungen des herrschenden Adels, und wünschte ihre Erhaltung.“

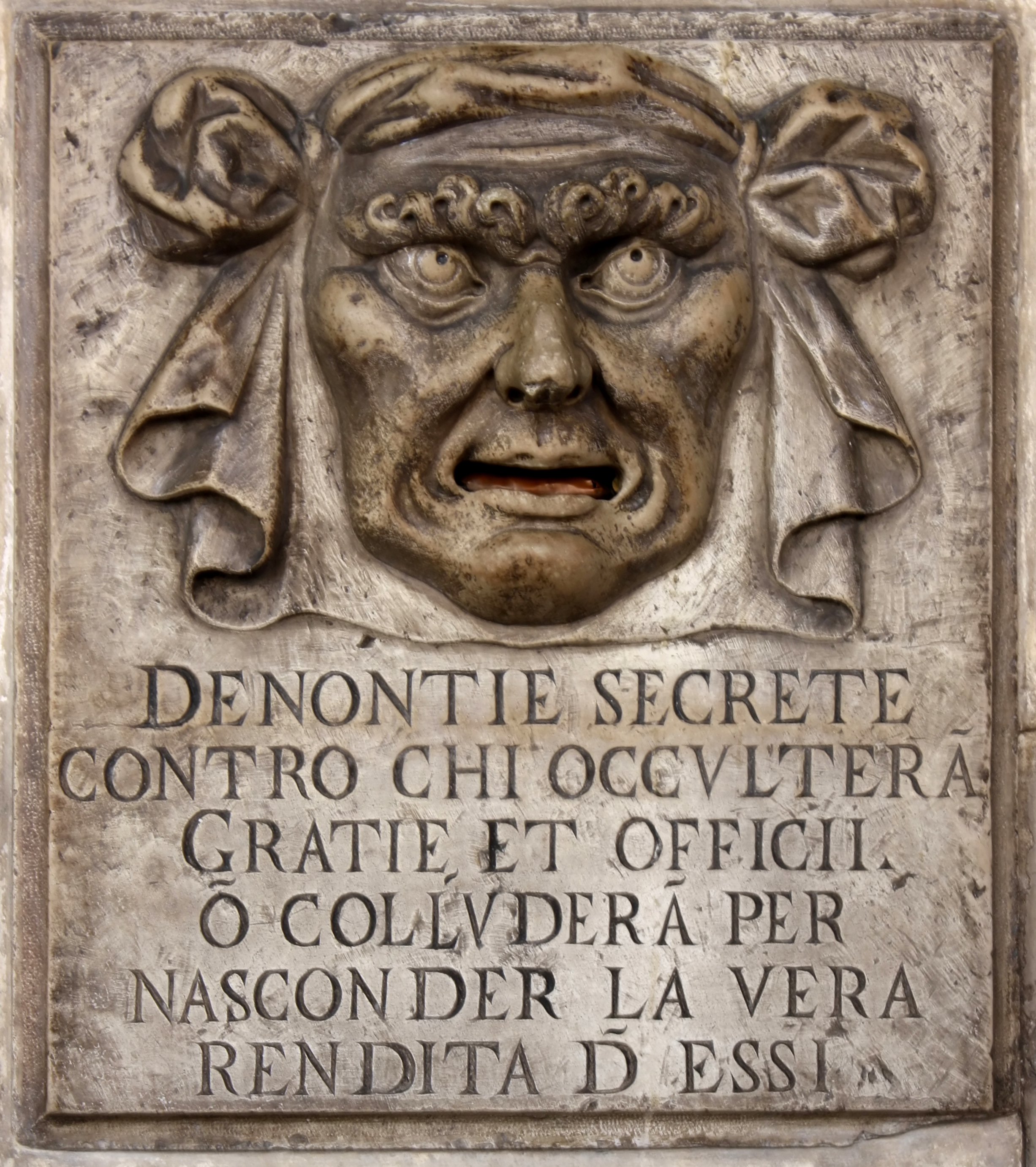
Bocca di leone (Briefkasten) am Dogenpalast

Die Inquisitoren verließen sich seit 1583 auf ihre zahlreichen bezahlten Spitzel (spirri, confidenti), seit 1584 auf die Folter und auf die sogenannten Löwenmäuler, das waren Briefschlitze für anonyme Anzeigen, die bereits 1387 eingerichtet worden waren. Man erkannte bald, dass Letzteres problematisch war, und führte dazu ein Quorum ein: Um überhaupt ein Verfahren einzuleiten, war eine 4/5-Mehrheit des Rates der Zehn als die den Staatsinquisitoren vorgesetzte Behörde erforderlich und über Urteile musste fünf Mal abgestimmt werden. Alle Denunziationen, für die es nicht mindestens zwei Zeugen gab, wurden verbrannt.
Briefkästen zur Annahme anonymer Anzeigen gab es nicht nur beim Rat der Zehn, sondern auch bei anderen Behörden, um Verstöße gegen deren Richtlinien, aber auch Unzulänglichkeiten bei der Arbeit der Behörden selbst anzuzeigen, auch Vorschläge zur Verbesserung der Arbeit konnten eingeworfen werden. Da die unterschiedlichsten Briefkästen mithin unterschiedliche „Zuständigkeitsbereiche“ hatten, waren dazu Erläuterungen nötig. Darauf wiesen Inschriften und Symbole hin. Fast alle steinernen Briefschlitze mit ihren dazugehörigen Symbolen und Inschrifttafeln wurden durch Bilderstürmer 1797 zerstört. Dass ausgerechnet das Löwenmaul des Rates der Zehn im Dogenpalast einschließlich Inschrifttafel erhalten blieb, ist auch Bestandteil der einseitigen Geschichtsdarstellung derer, die 1797 die Markusrepublik zerstört haben.
Vornehmlich kümmerte sich die venezianische Staatsinquisition um Nobili, also um ihre eigenen Standesgenossen, überwachte die Kontakte der Nobili zu Diplomaten, Auslandsaufenthalte und auch Eheschließungen. „Die Unerbittlichkeit und äußerste Strenge der Zehenmänner machte schon Jedermann beben, sobald er nur die Vorladung erhielt; ja oft bestand ein großer unerträglicher Theil der Strafe darin, dass man wiederholt an der 'Bussola' im Vorsaale der X. (gemeint ist die Sala della Bussola im Dogenpalast) sich stellen und bis zum Schluss der Sitzung warten musste, ohne eine Entscheidung über die Zukunft zu erfahren. Durch solche Mittel erreichten die Zehenmänner allerdings ihr Ziel, dass die innere Ruhe weder durch politische Agitationen noch durch religiöse Zerwürfnisse gestört wurde. Wenn man bedenkt, was für Unsicherheit durch das entartete Rittertum und welches Elend später durch die Religionskämpfe in anderen Ländern herbeigeführt wurden … Mayer sagt 1795 hierüber: 'So despotisch und furchtbar überhaupt die Macht dieses Tribunals ist, so nothwendig ist sie zur Erhaltung und Verfassung des Staates … Klagt der Bürger oder Handwerker über erweisliche Unterdrückung, ungerechte, gewaltthätige Behandlung oder Vorenthaltung des Seinigen, so erhält er schleunige Genugthuung, wenn es auch einen der vornehmsten und angesehensten Edelleute, ja selbst einen Inquisitor beträfe …'“ Selbstverständlich entwickelten die "Staats-Inquisitoren und der Rath der X damals den höchsten Grad ihrer Thätigkeit, wenn die Republik in einen auswärtigen Krieg verwickelt war … Im achtzehnten Jahrhundert, als sich die Republik für das System der Neutralität entschieden hatte, ließ die Strenge des Tribunals nach. Es ist nach Cicogna historische Thatsache, dass im Laufe des letzten (18.) Jahrhunderts nur vierzehn Staatsverbrecher zum Tode verurtheilt wurden."
Nach Angaben des letzten Staatsinquisitors, Giuseppe Gradenigo, fanden von 1553 bis 1775 insgesamt 1.273 Prozesse vor dem Tribunal der Staatsinquisition statt, also 6 bis 7 pro Jahr.

## Rezeption in der Literatur und der Geschichtsschreibung
Die venezianische Staatsinquisition, die vielfach im Geheimen agierte, war nicht nur gefürchtet, sondern galt geradezu als blutrünstiges Terrorregime.
Dies machte sich die französische Propaganda zunutze, und auch später galt sie als Inbegriff staatlicher Willkür und Machenschaften, eine Vorstellung, der gelegentlich auch Historiker folgten: „Genährt von der Polemik der Aufklärung vor dem Fall der Republik Venedig und dann von der französischen Propaganda, fand diese Legende mit Hilfe der Phantasie von Romanautoren und Dichtern von James Fenimore Cooper und Michele Zévacco (1860–1918) bis Giovanni Battista Niccolini (1782–1861), Lord Byron, ja sogar bis Alessandro Manzoni weite Verbreitung; nicht einmal die Komponisten standen zurück, angefangen bei Ponchielli bis zu Donizetti und Giuseppe Verdi. Die romantische Vorliebe für das Unheimliche scheint auch einige Historiker angesteckt zu haben.“
Es gibt zeitgenössische Berichte über Willkür des Rates der Zehn (Consiglio dei Dieci) und sein Gremium, die Staatsinquisitoren, aber: „Umstritten ist, ob der Consiglio dei Dieci sich tatsächlich in willkürlicher und verfassungsgefährdender Despotie über geltendes Recht hinwegsetzte oder ob er seinen schlechten Ruf bei den adligen Zeitgenossen im Gegenteil seiner unbestechlichen Aufsicht über die Verfassung und über das Verhalten der Nobili verdankte.“
Der venezianische Schriftsteller und Abenteurer Giacomo Casanova (1725–1798) berichtet in seinem autobiografischen Werk Geschichte meiner Flucht (Originaltitel: Histoire de ma fuite des prisons de la République de Venise qu’on appelle les Plombs) in Form eines Abenteuerromans seine Flucht aus den sogenannten Bleikammern. Das Buch erschien im Jahr 1788.